# 李扬 (经济学家)
李扬（1951年9月—），安徽怀远人，中华人民共和国经济学家，中国社会科学院学部委员。

## 生平
1981年12月，毕业于安徽大学经济系。1984年6月加入中国共产党。1984年12月，获得复旦大学硕士。1984年12月至1986年10月，安徽大学经济系教师。1986年10月至1989年7月，攻读中国人民大学财政金融系博士研究生。毕业后进入中国社会科学院财贸经济研究所。1994年担任财贸经济研究所财贸金融室主任。1995年，担任中国社会科学院财贸经济研究所副所长。2003年2月至2009年7月，担任中国社会科学院金融研究所所长。2009年7月至2015年5月，担任中国社会科学院党组成员、副院长兼金融研究所所长。2015年5月，免职，改任中国人民银行货币政策委员会委员、中国财政学会副会长。2016年5月至今，任温州商学院校长。